# Haselquanten
Haselquanten ist ein Weiler und ein Ortsteil der Gemeinde Hunderdorf im niederbayerischen Landkreis Straubing-Bogen.

## Geografie
Der Weiler liegt am östlichen Hochrand der Au des Bogenbachs und südlich des Dorfes Au vorm Wald östlich der Staatsstraße 2139. Der Ort liegt in den Gemarkungen Au vorm Wald und Hunderdorf.

## Geschichte
Ursprünglich gehörte der Ort zur Gemeinde Au vorm Wald und wurde bei deren Auflösung im Jahr 1946 ein Ort der Gemeinde Steinburg. Im Zuge der Gebietsreform in Bayern wurde Steinburg aufgelöst und am 1. Mai 1978 nach Hunderdorf eingemeindet.
Der Gemeindeteilname wurde durch das Landratsamt im Dezember 2009 auf Antrag der Gemeinde Hunderdorf von Hasenquanten in Haselquanten geändert.